# 대한민국 민사소송법 제48조
대한민국 민사소송법 제48조는 소송절차의 정지에 대한 민사소송법조문이다.

## 조문
제48조(소송절차의 정지) 법원은 제척 또는 기피신청이 있는 경우에는 그 재판이 확정될 때까지 소송절차를 정지하여야 한다. 다만, 제척 또는 기피신청이 각하된 경우 또는 종국판결(終局判決)을 선고하거나 긴급을 요하는 행위를 하는 경우에는 그러하지 아니하다.

## 판례

### 법관에 대한 기피신청과 본안절차정지에 관한 하자치유의 문제
- 판례는 절차 정지 중에 변론을 종결하고 종국판결을 한 후 기피신청이 이유없음이 확정된 경우 원심의 원판결 선고가 민사소송법 제48조 단서의 경우에 해당하지 아니하여 위법한 것이라 하더라도 기피신청을 당한 법관이 그 기피신청에 대한 재판이 확정되기 전에 한 판결은 그 후 그 기피신청이 이유없는 것으로 배척되고 그 결정이 확정되는 때에는 유효한 것으로 된다[1]

- 기피신청에 대한 각하결정 전에 이루어진 변론기일의 진행 및 위 각하 결정이 당사자에게 고지되기 전에 이루어진 변론기일의 진행은 모두 민사소송법 제48조의 규정을 위반하여 쌍방불출석의 효과를 발생시킨 절차상 흠결이 있고, 특별한 사정이 없는 이상,  그 후 위 기피신청을 각하하는 결정이 확정되었다는 사정만으로 민사소송법 제48조의 규정을 위반하여 쌍방불출석의 효과를 발생시킨 절차 위반의 홈결이 치유된다고 할 수 없다[2]

## 같이 보기
- 제척
- 기피